# Otto Flachsbart

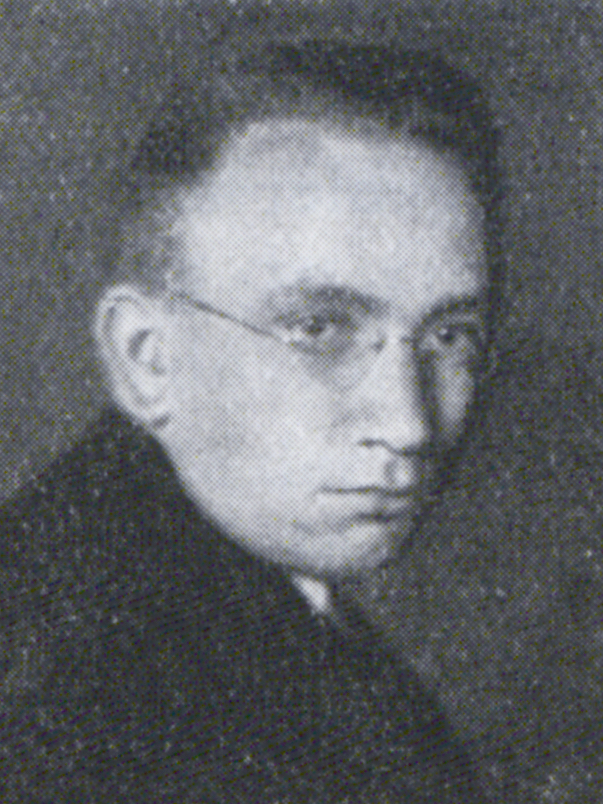
Otto Flachsbart, um 1931

Otto Heinrich Georg Flachsbart (* 26. Februar 1898 in Paderborn; † 23. September 1957 in Hannover) war ein deutscher Ingenieur, Baubeamter bei der Wasserstraßendirektion Hannover, Hochschullehrer für Mechanik, Rektor der Technischen Hochschule Hannover und Staatssekretär am Niedersächsischen Kultusministerium. Technisch gilt er als Pionier auf dem Gebiet der Windlasten.

## Leben
Flachsbart besuchte die Bismarckschule in Hannover und begann mitten im Ersten Weltkrieg 1917 sein Studium in den Fächern Mathematik, Physik und Philosophie erst an der Technischen Hochschule Hannover, dann an der Georg-August-Universität Göttingen bei Ludwig Prandtl. Später wurde Flachsbart Abteilungsleiter im von Prandtl gegründeten Göttinger Kaiser-Wilhelm-Institut für Strömungsforschung. 1928 promovierte er an der Technischen Hochschule Hannover mit einer Dissertation zur Geschichte der Goslarer Wasserwirtschaft. An der Technischen Hochschule Hannover war er zunächst als Privatdozent für Hydro- und Aerodynamik tätig. 1932 wurde Flachsbart von der Hochschule als Professor für Mechanik berufen. Er erarbeitete eine physikalische Begründung der Windkräfte auf Bauwerke, gestaltete die DIN 1055 Teil IV mit und baute einen Windkanal. Er unterzeichnete im November 1933 das Bekenntnis der Professoren an den deutschen Universitäten und Hochschulen zu Adolf Hitler. 1937 wurde er entsprechend dem politischen Umfeld gemäß § 6 BBG in den Ruhestand versetzt, weil seine Frau „jüdischer Abstammung“ war. Nach dem erzwungenen Ausscheiden aus dem Hochschuldienst übernahm Flachsbart Anfang 1938 eine leitende Forschungstätigkeit bei der Gutehoffnungshütte in Oberhausen. Nebenher übte er auch noch eine leitende Tätigkeit in einem Arbeitsausschuss des Reichsministers für Bewaffnung und Munition aus.
Auf eigenen Antrag beschloss der Senat der Hochschule rückwirkend zum 1. Oktober 1945 die Rehabilitierung und Aufhebung der Emeritierung. Flachsbart erhielt seine Professur für Mechanik zurück und wurde auch Dekan der Fakultät für Maschinenwesen und Leiter der Abteilung Maschinenbau. 1947 begründete er mit Hermann Schaefer, Professor für Mechanik an der Technischen Hochschule Braunschweig, auf dessen Anregung das Norddeutsche Mechanikkolloquium. Von 1947 bis 1950 war er Rektor der Technischen Hochschule Hannover und 1950 zudem Vorsitzender der Hochschulrektorenkonferenz.
Ebenfalls 1950 wurde Flachsbart Mitglied im Verwaltungsrat des Nordwestdeutschen Rundfunks (NWDR).
Ab 1953 war er ordentliches Mitglied der Braunschweigischen Wissenschaftlichen Gesellschaft. Daneben gehörte er auch dem Verein Deutscher Ingenieure (VDI) an.
Später wurde Flachsbart zudem Staatssekretär im Niedersächsischen Kultusministerium. Er lehrte aber weiterhin als Professor bis zu seinem Tod 1957.
Sein Schüler Alf Pflüger wurde später ebenfalls Rektor der Hochschule.

## Auszeichnungen
- 1950: Ehrensenator der Technischen Universität Braunschweig[1][12]
- 1953: Karmarsch-Denkmünze[1]

## Schriften (Auswahl)
- Geschichte der Goslarer Wasserwirtschaft. Eine Untersuchung über Wesen und Bedeutung der Wasserwirtschaft in der deutschen Stadtgeschichte. Dissertation, Goslar 1928. (DNB 570175623)

## Flachsbart-Medaille
Die Windtechnologische Gesellschaft verleiht an herausragende Persönlichkeiten, die durch ihre Arbeit das Windingenieurwesen international gefördert haben, die Flachsbart-Medaille. Die Medaille wurde bisher an Alan Garnett Davenport (2000), Jack E. Cermak (2007) und Giovanni Solari (2013) verliehen.